# Stenohya hamata
Espèce
Synonymes
- Levigatocreagris hamatus Leclerc & Mahnert, 1988

Stenohya hamata est une espèce de pseudoscorpions de la famille des Neobisiidae.

## Distribution
Cette espèce est endémique de la province de Chiang Mai en Thaïlande,.

## Systématique et taxinomie
Cette espèce a été décrite sous le protonyme Levigatocreagris hamatus par Leclerc et Mahnert en 1988. Elle est placée dans le genre Stenohya par Harvey en 1991.

## Publication originale
- Leclerc & Mahnert, 1988 : A new species of the genus Levigatocreagris Curcic (Pseudoscorpiones: Neobisiidae) from Thailand, with remarkable sexual dimorphism. Bulletin of the British Arachnological Society, vol. 7, no 9, p. 273-277 (texte intégral).